# Açude Lima Campos
O Açude Lima Campos ou também conhecido como Estreito I, está localizado no leito do rio São João, pertencente à Bacia do rio Salgado, na região centro-sul do Ceará. Construído entre abril e dezembro de 1932.,